# 神崎インターチェンジ

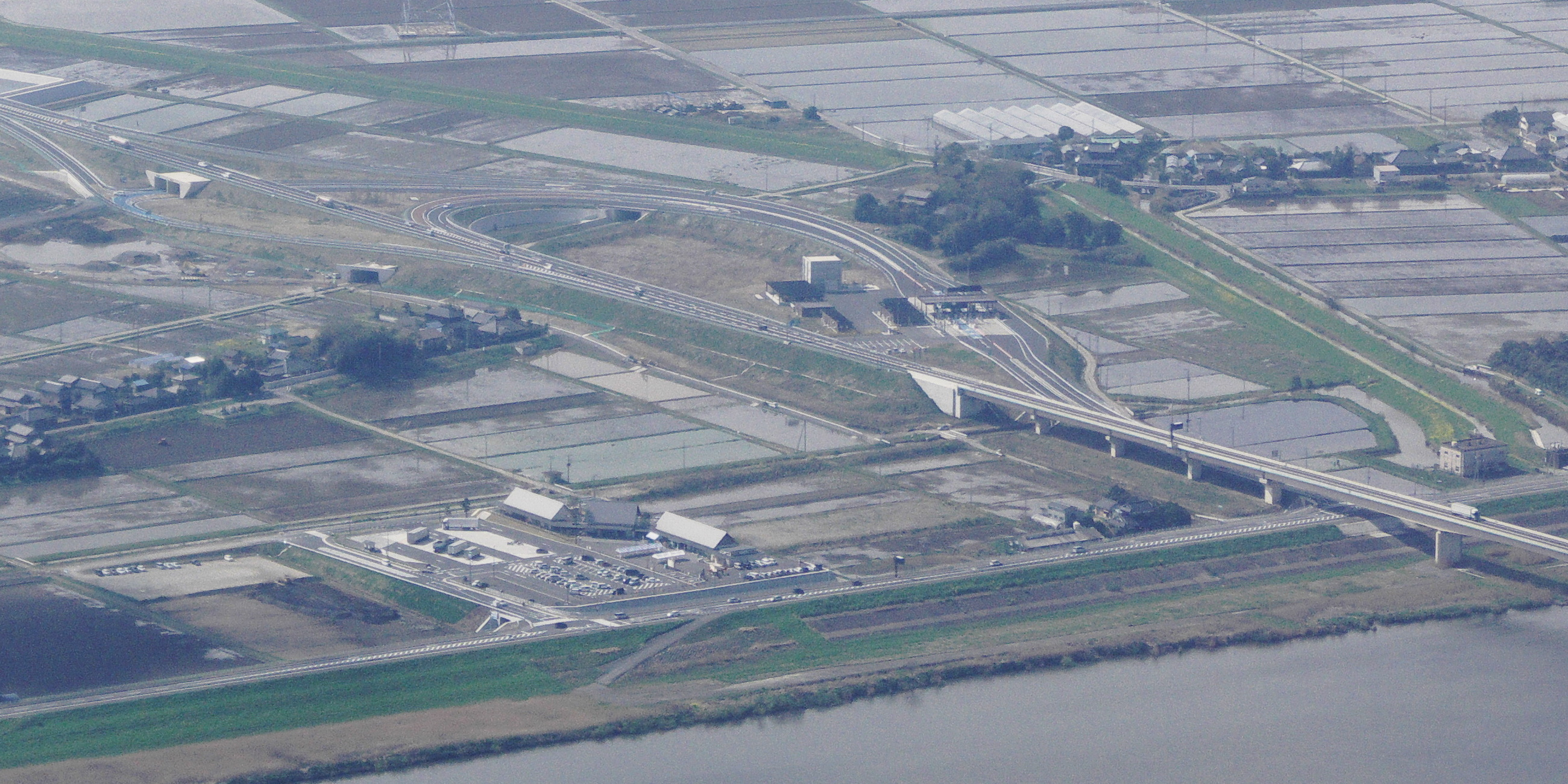
空から見る神崎ICと道の駅 発酵の里こうざき

神崎インターチェンジ（こうざきインターチェンジ）は、千葉県香取郡神崎町松崎にある、首都圏中央連絡自動車道（圏央道）のインターチェンジ。
当IC付近に道の駅発酵の里こうざきと連携したパーキングエリア（PA）として「神崎PA」が整備される予定。神崎PAについては2020年（令和2年）6月2日より準備工事に着手している。

## 歴史
- 2013年（平成25年）12月24日：当ICの名称が「神崎IC」で正式決定[5]。
- 2014年（平成26年）4月12日：稲敷IC - 神崎IC間開通に伴い、供用開始[6]。
- 2015年（平成27年）6月7日：神崎IC - 大栄JCT間開通[1][7]。
- 2026年（令和8年）度：神崎PAが供用開始予定[8]。

## 接続する道路
- 直接接続
  - C4首都圏中央連絡自動車道(86番)
  - 国道356号

## 周辺
- 道の駅発酵の里こうざき
- 神崎町役場
- 神崎神社

## 隣
C4 首都圏中央連絡自動車道
(85)稲敷東IC - (86)神崎IC/PA（PAは事業中） - (87)下総IC